# Vanalinn
Vanalinn (en français : Vieille ville) est un quartier du district de Kesklinn à Tallinn en Estonie.

## Description
Vanalinn à une superficie de 1,1 km2.
Ses quartiers limitrophes sont Kelmiküla, Kalamaja, Sadama, Südalinna, Tõnismäe et Kassisaba.
Vanalinn se compose de trois grands territoires. Toompea, d'une superficie de 9 hectares, est situé dans la partie ouest du quartier, et la partie de Vanalinn entourée par les remparts de la ville est située sur un terrain de 30 hectares. Ces deux sections sont entourées d'une zone de fortification en terre de 79 hectares, qui forme la frontière de la vieille ville.
La majeure partie de cette zone de terrassement est en cours de végétalisation.
Vanalinn est partiellement entouré d'une zone d'espaces verts, dont le parc aux cerfs, le parc du dôme, le jardin des canutes.
Au parc du dôme, se trouve l'étang de Snell.
En 2019, Vanalinn compte 4 681 habitants.

## Population
| 2008  | 2010  | 2011  | 2012  | 2013  | 2014  | 2015  |
| ----- | ----- | ----- | ----- | ----- | ----- | ----- |
| 3 418 | 3 637 | 3 849 | 3 868 | 3 959 | 4 184 | 4 437 |

| 2016  | 2017  | 2018  | 2019  | 2020  | 2021  | 2022  |
| ----- | ----- | ----- | ----- | ----- | ----- | ----- |
| 4 665 | 4 906 | 4 943 | 4 681 | 4 658 | 4 787 | 4 939 |

## Culture et éducation

### Éducation
Les écoles du quartier sont : le lycée Gustav Adolf, le lycée pour adultes de la vieille ville de Tallinn, le collège Saint-Michel, l'école Saint-Michel, l'école cathédrale de Tallinn, l'école primaire-maternelle de la congrégation de Charles et l'école Saint-Jean.
Le quartier abrite aussi le département d'architecture intérieure de l'académie estonienne des arts , le collège des Arts appliqués et l'institut de théologie de l'église évangélique luthérienne d'Estonie, le centre de littérature enfantine (et), les  archives des brevets, le cinéma Sõprus (et), le centre culturel russe (et) et la maison des enseignants de Tallinn (et).

### Culture
Vanalinn a plusieurs théâtres: le théâtre Von Krahl, le théâtre de marionnettes, Theatrum (et), le théâtre municipal.
La vieille ville à de nombreux musées et galeries dont le musée des Occupations, la galerie municipale de Tallinn (et), le musée estonien d'Histoire naturelle et le musée estonien des Arts appliqués et du Design.

## Administration
Les plus importantes administrations qui ont des locaux dans Vanalinn sont le parlement, le palais du gouvernement, le ministère des Affaires rurales, le ministère des Affaires économiques et des Communications, le ministère de l'Intérieur et le ministère de la Culture.

## Lieux et monuments

### Églises
La vieille ville abrite 17 églises: Église Charles, Église Saint-Jean, Église pentecôtiste de Lasnamäe (et), Cathédrale Alexandre Nevski, Église Saint-Michel, Église Saint-Nicolas de Tallinn, Cathédrale Sainte-Marie de Tallinn, Église adventiste, Église du Saint-Esprit, Cathédrale Saint-Pierre-et-Saint-Paul, Église Sainte-Catherine (et), Église catholique romaine de Tallinn, Cathédrale Saint-Simon et Sainte-Anne, Église orthodoxe Saint-Nicolas, Cathédrale de la Transfiguration du Seigneur, Église Saint-Olaf de Tallinn, Église de la Mère de Dieu aux trois mains de l'Église grecque-catholique ukrainienne de Tallinn.

### Places et rues
Les rues de Vanalinn sont: Kaarli puiestee, Aia tänav, Falgi tee, Harju tänav, Inseneri tänav, Kanuti tänav, Komandandi tee, Mere puiestee, Müürivahe tänav, Nunne tänav, Põhja puiestee, Pärnu maantee, Rannamäe tee, Suur-Karja tänav, Suur-Kloostri tänav, Suur-Rannavärav, Suurtüki tänav, Toompea tänav, Toompuiestee, Uus tänav, Vabaduse väljak, Valli tänav, Vana-Viru tänav, Viru tänav, Viru väljak, Väike-Karja tänav, Väike-Rannavärav, Wismari tänav.
À Vanalinn se trouvent la place de la Liberté, la place Viru, la place de l'Hôtel-de-Ville.

## Galerie

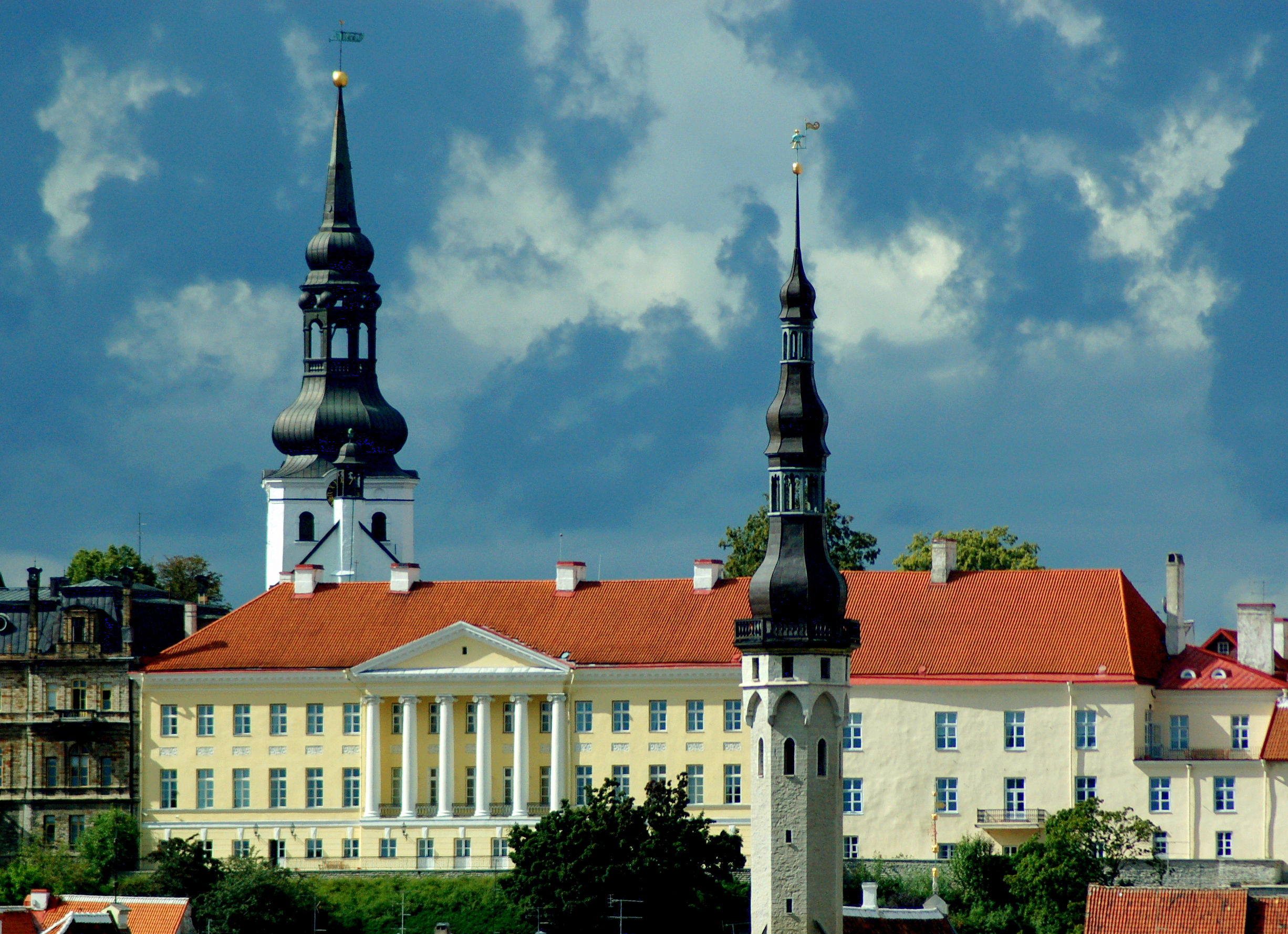
Vanalinn.
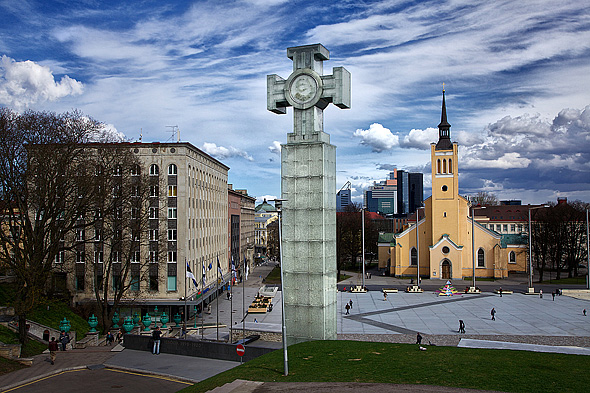
Monument de la liberté
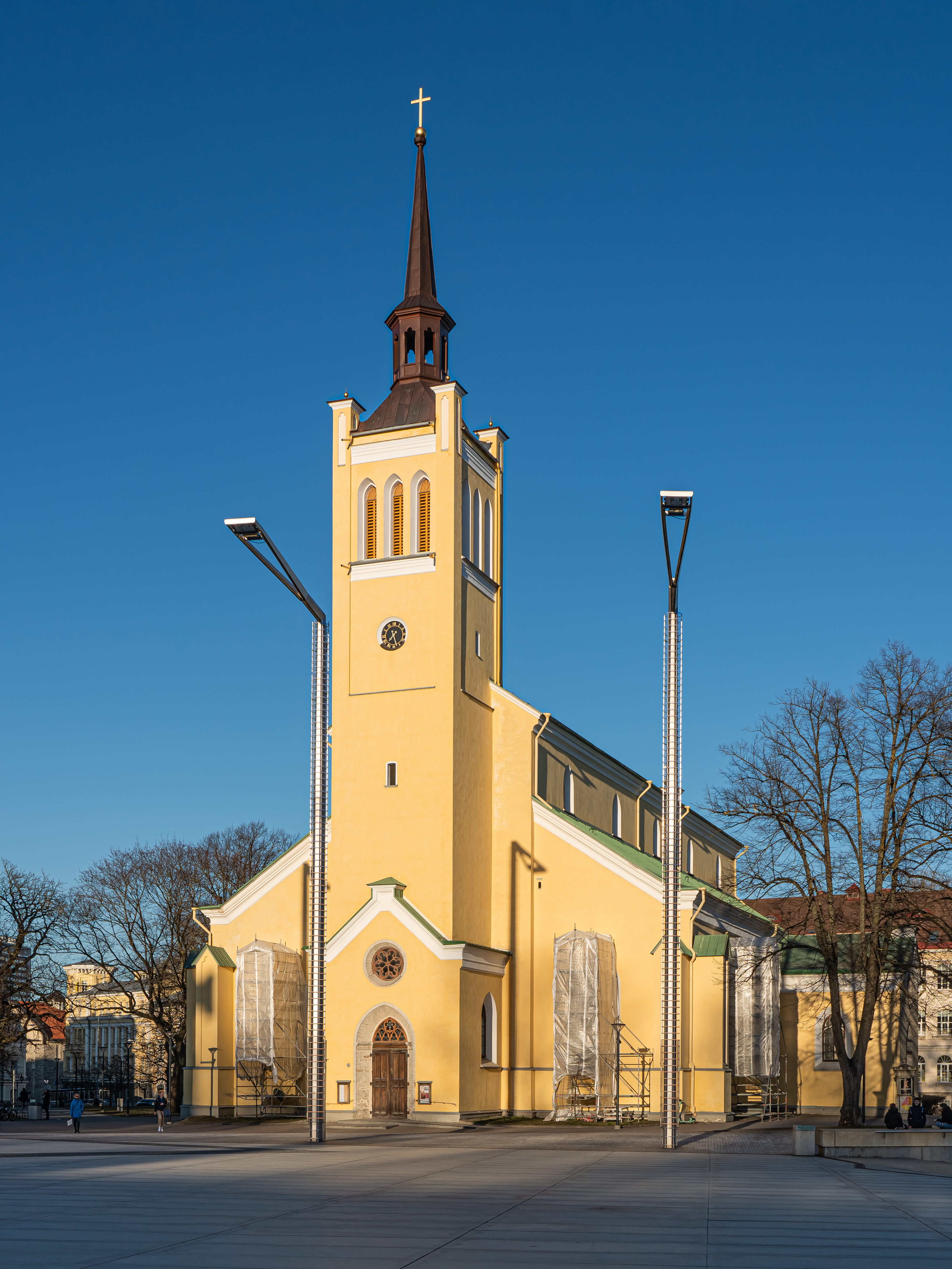
Église Saint-Jean
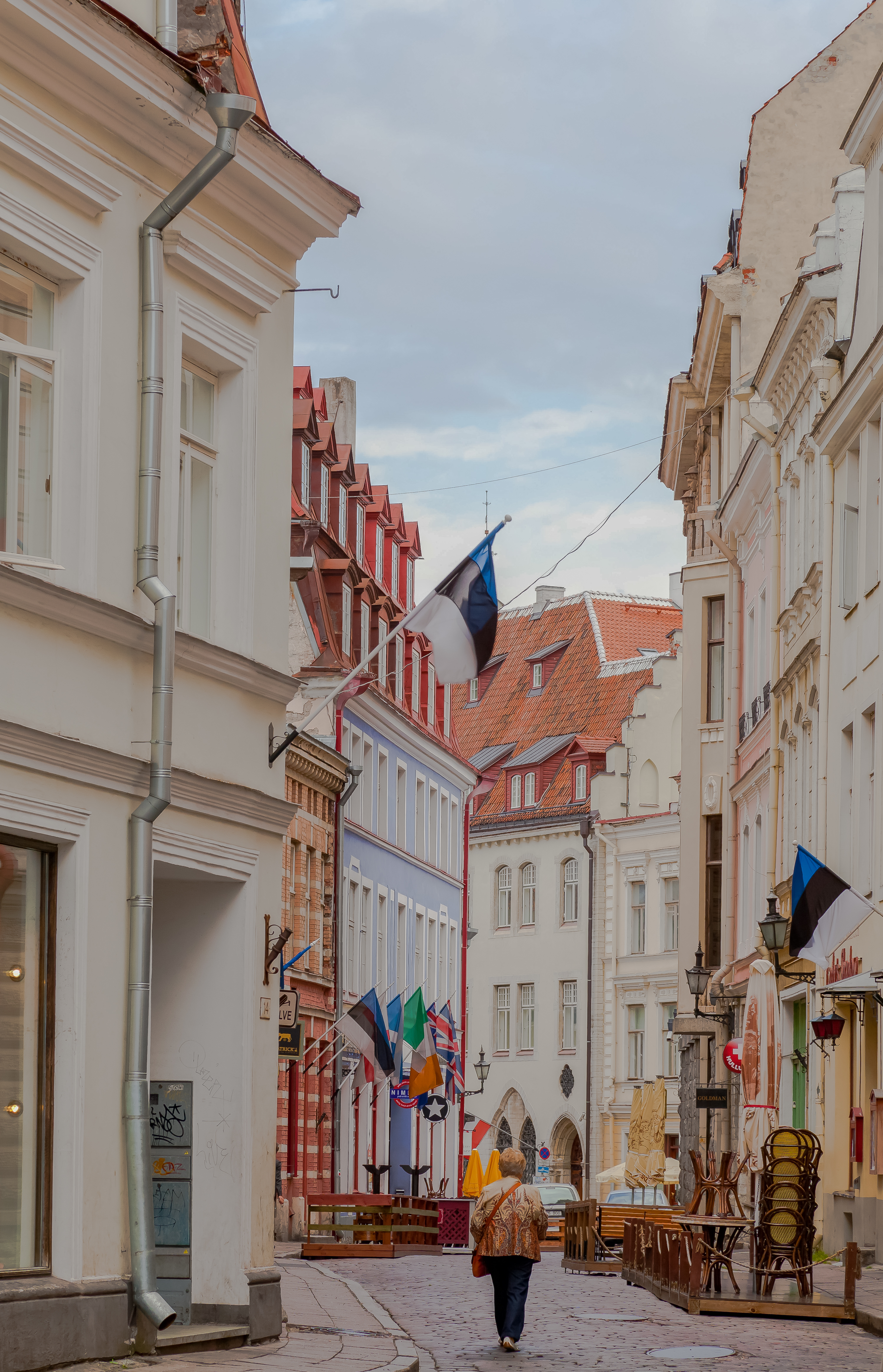
Suur-Karja tänav

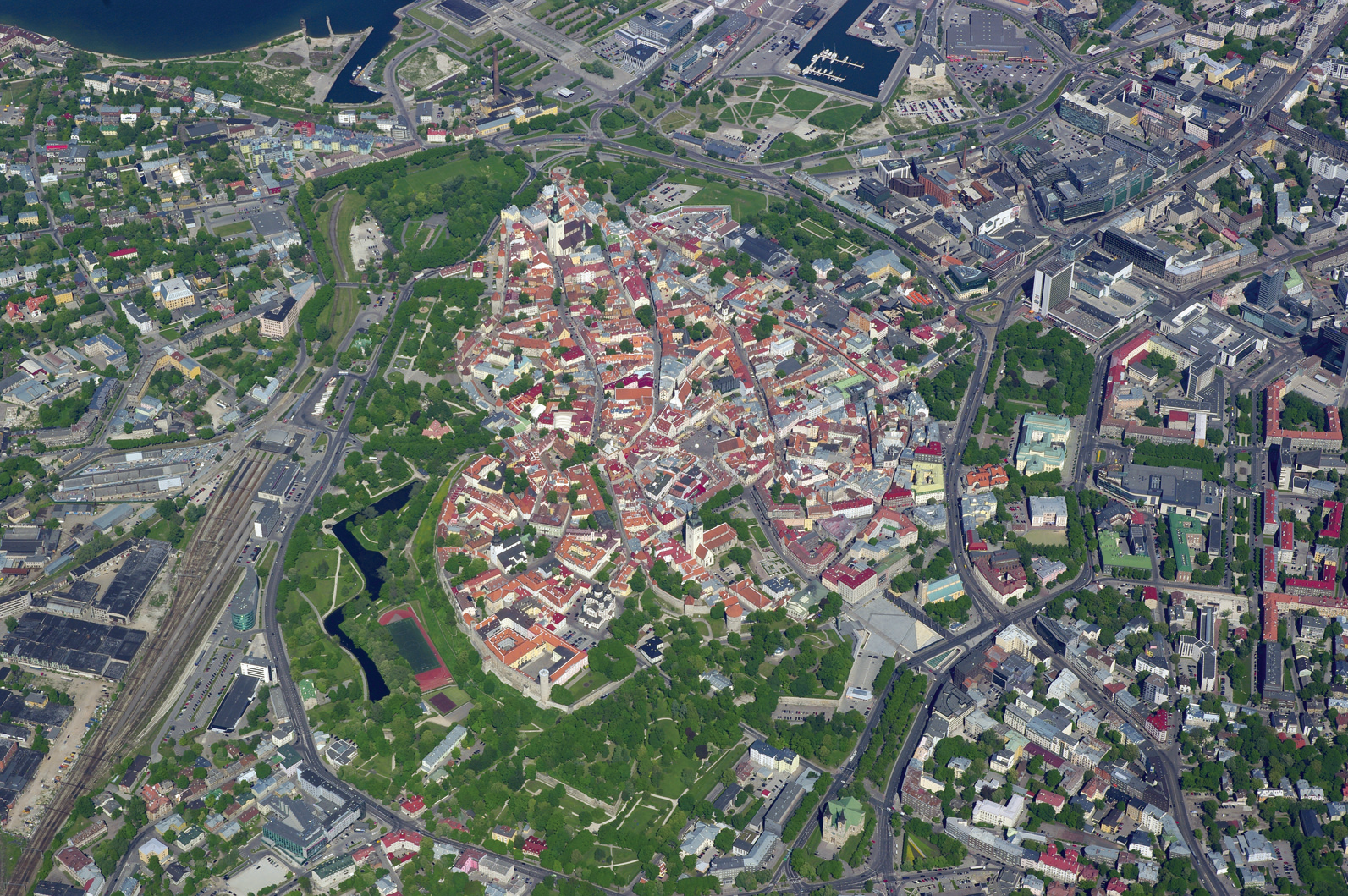
Vue plongeante sur la vieille ville..
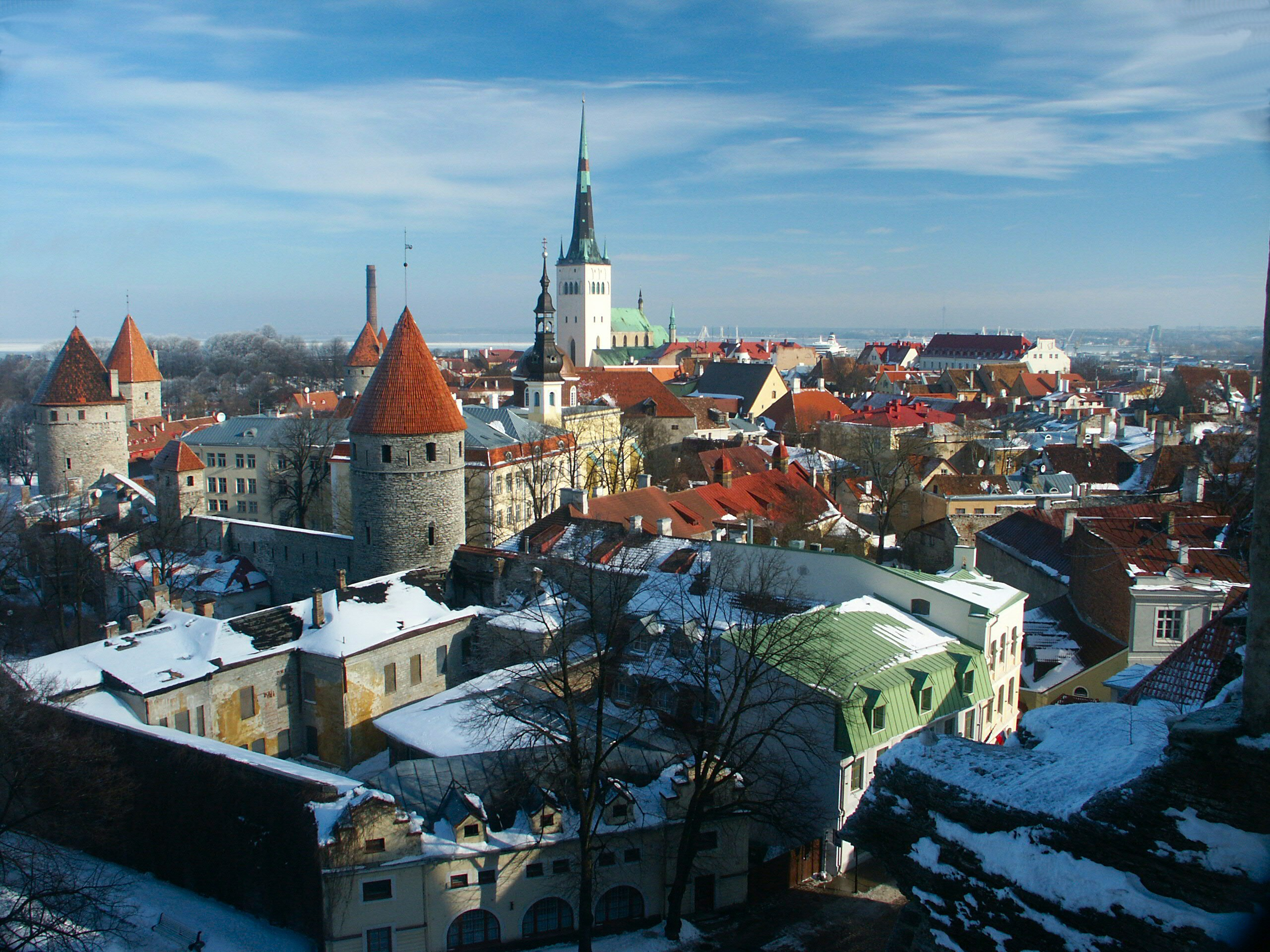
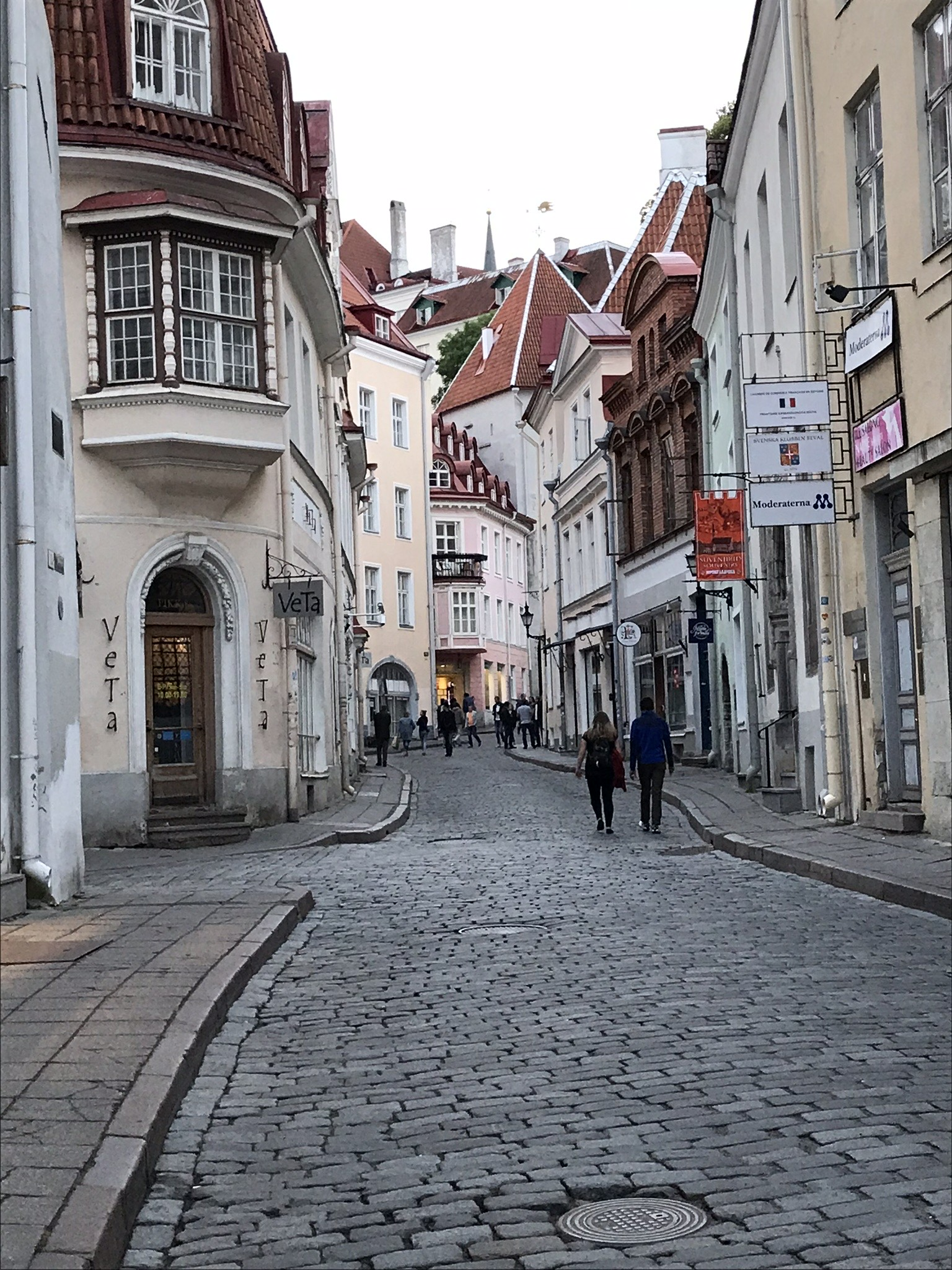
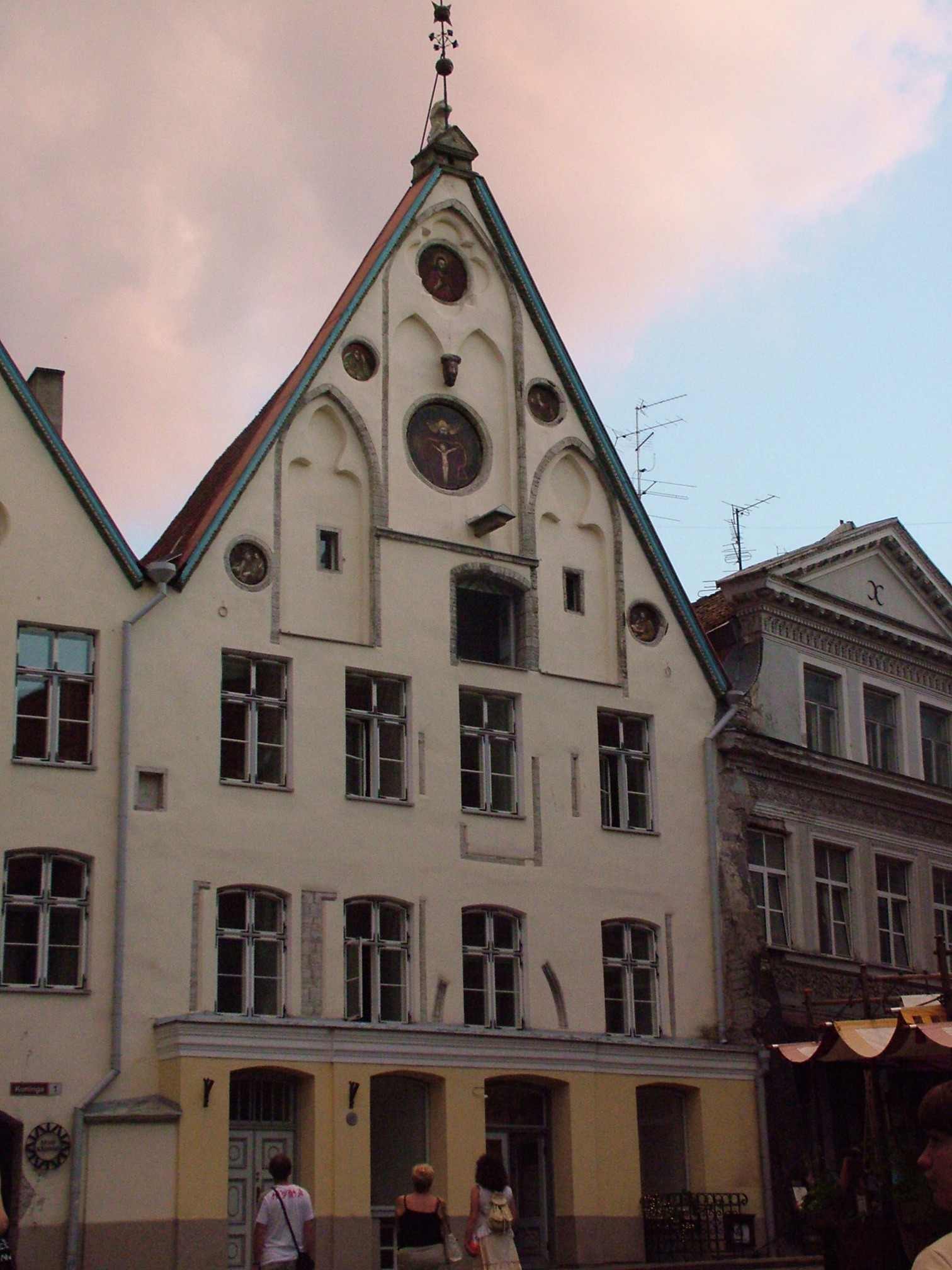
Bâtiments près de la place de l'hôtel de ville.

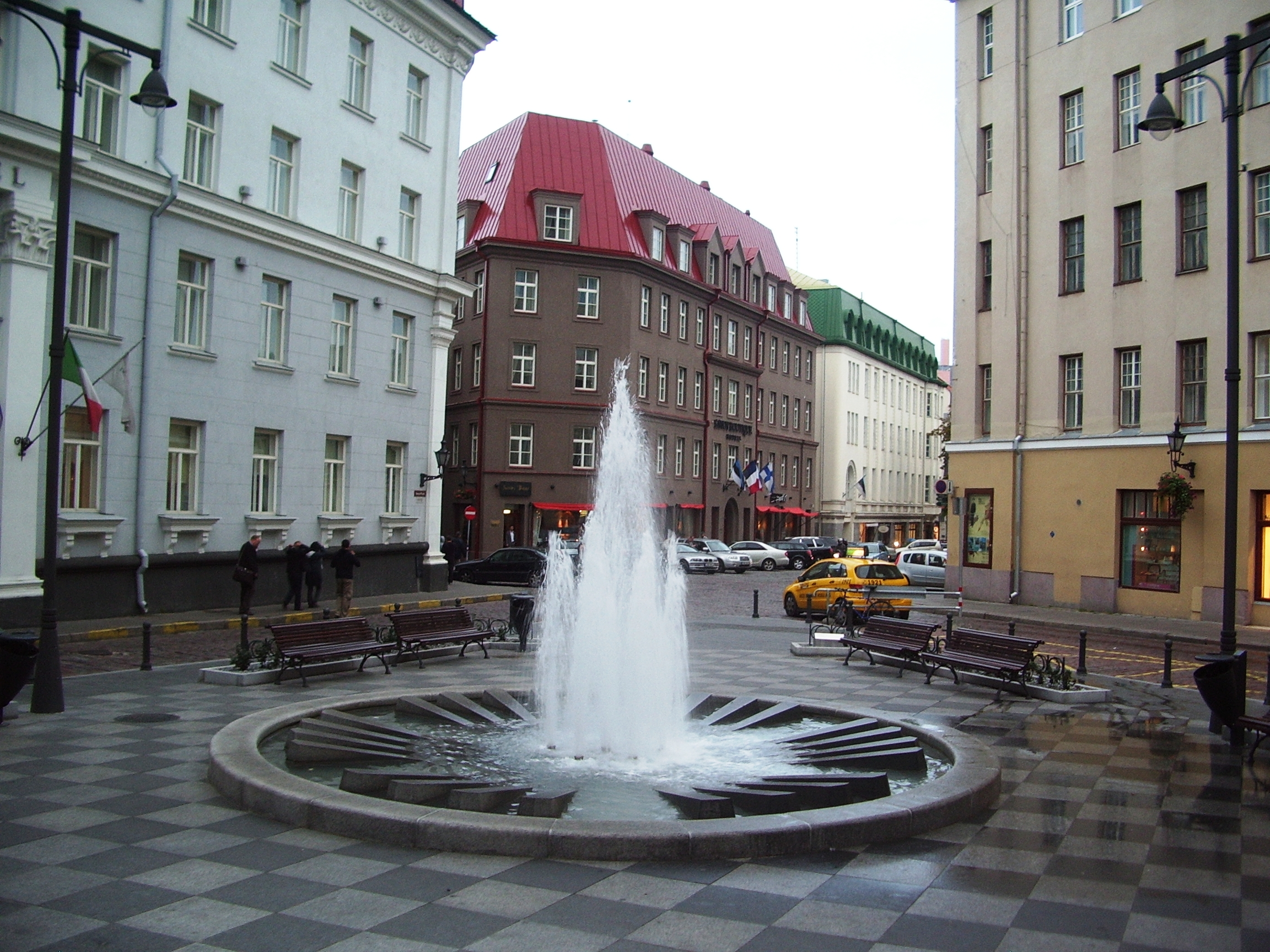
Fontaine devant le cinéma Sõprus.
Ministère de l'économie.